# Squash en los Juegos Mundiales de 2022
El Squash en los Juegos Mundiales de 2022 es uno de los deportes que forman parte de los Juegos Mundiales de 2022 celebrados en Birmingham, Alabama durante el mes de julio de 2022, y se llevó a cabo en la Universidad de Alabama en Birmingham.

## Resultados
| Evento    | Oro           | Plata           | Bronce                 |
| --------- | ------------- | --------------- | ---------------------- |
| Masculino | Victor Crouin | Grégoire Marche | Miguel Ángel Rodríguez |
| Femenino  | Tinne Gilis   | Lucy Beecroft   | Coline Aumard          |

## Medallero
| Rank               | País               | Oro | Plata | Bronce | Total |
| ------------------ | ------------------ | --- | ----- | ------ | ----- |
| 1                  | Francia            | 1   | 1     | 1      | 3     |
| 2                  | Bélgica            | 1   | 0     | 0      | 1     |
| 3                  | Reino Unido        | 0   | 1     | 0      | 1     |
| 4                  | Colombia           | 0   | 0     | 1      | 1     |
| Totales (4 países) | Totales (4 países) | 2   | 2     | 2      | 6     |